# Tres Esquinas de Cato

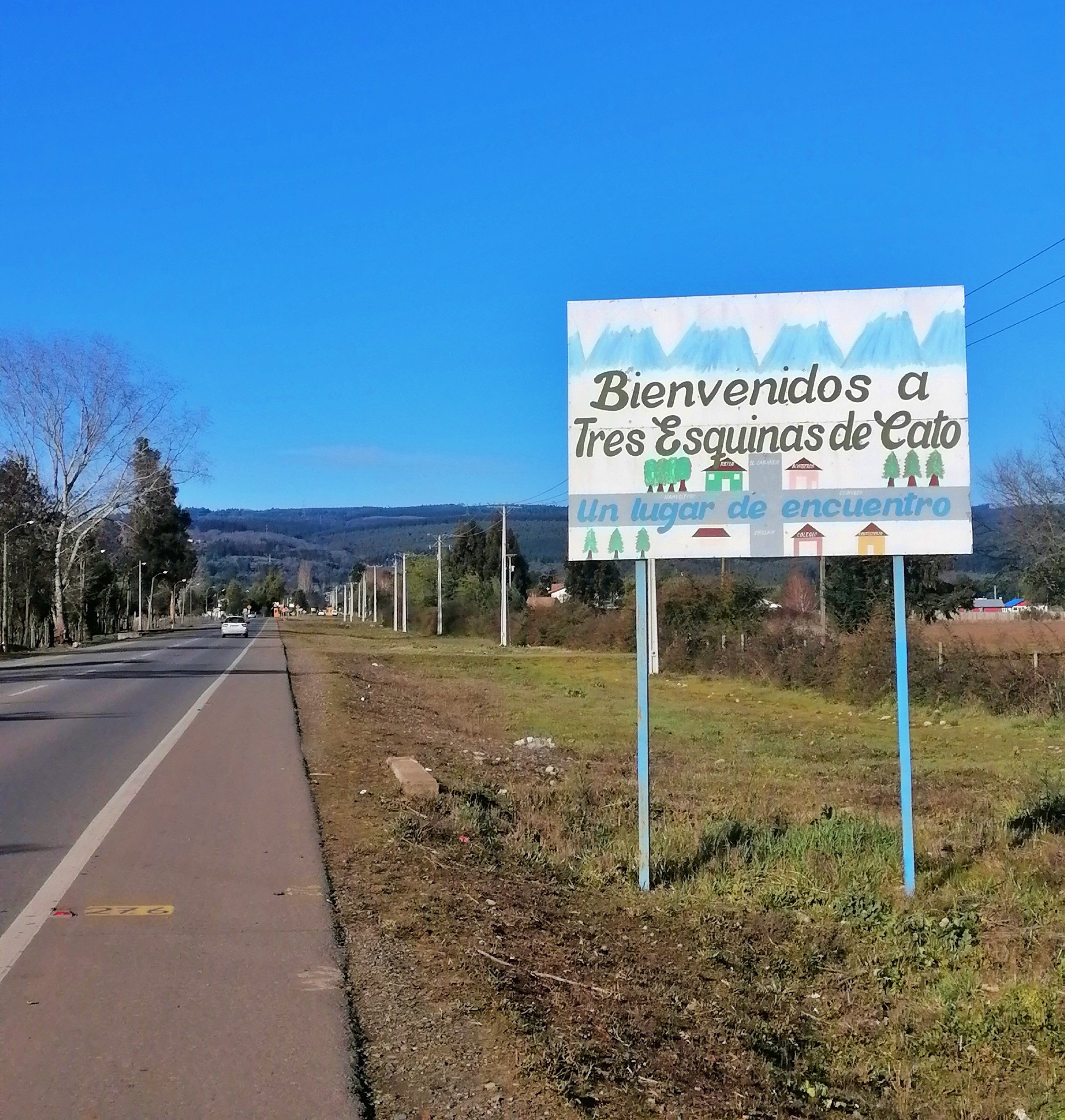
Acceso a la localidad desde el poniente

Tres Esquinas de Cato es un pequeño poblado de la comuna de Coihueco en la Región de Ñuble.
Según el censo del año 2002 la localidad tenía una población de 992 habitantes, la que el 2008 podría llegar a los 1067 habitantes.
La localidad es conocida por estar cerca del Río Cato, la que la hace una localidad turística en la provincia. También tiene una escuela, una capilla, almacenes y Carabineros.
Locomoción constante hacia la ciudad de Chillán, a cargo de las empresas transportistas RomeTur y VeneTur,  También es conocida por la gran hospitalidad de su gente la cual lo hacen sentir a uno como un familiar más de ellos, como lo son la mayoría de los que habitan este poblado.
- Datos: Q6152167